# Enterhaak

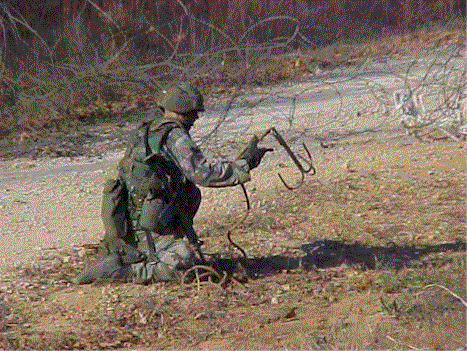
Een militair met een enterhaak.

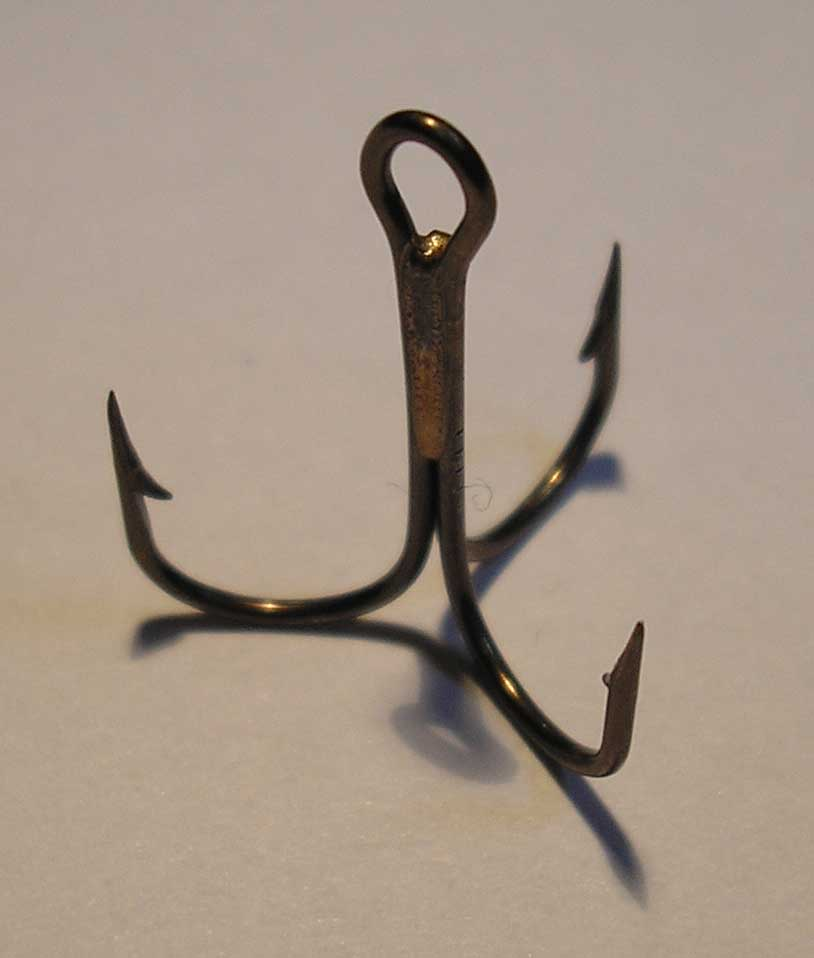
Dreg als vishaak

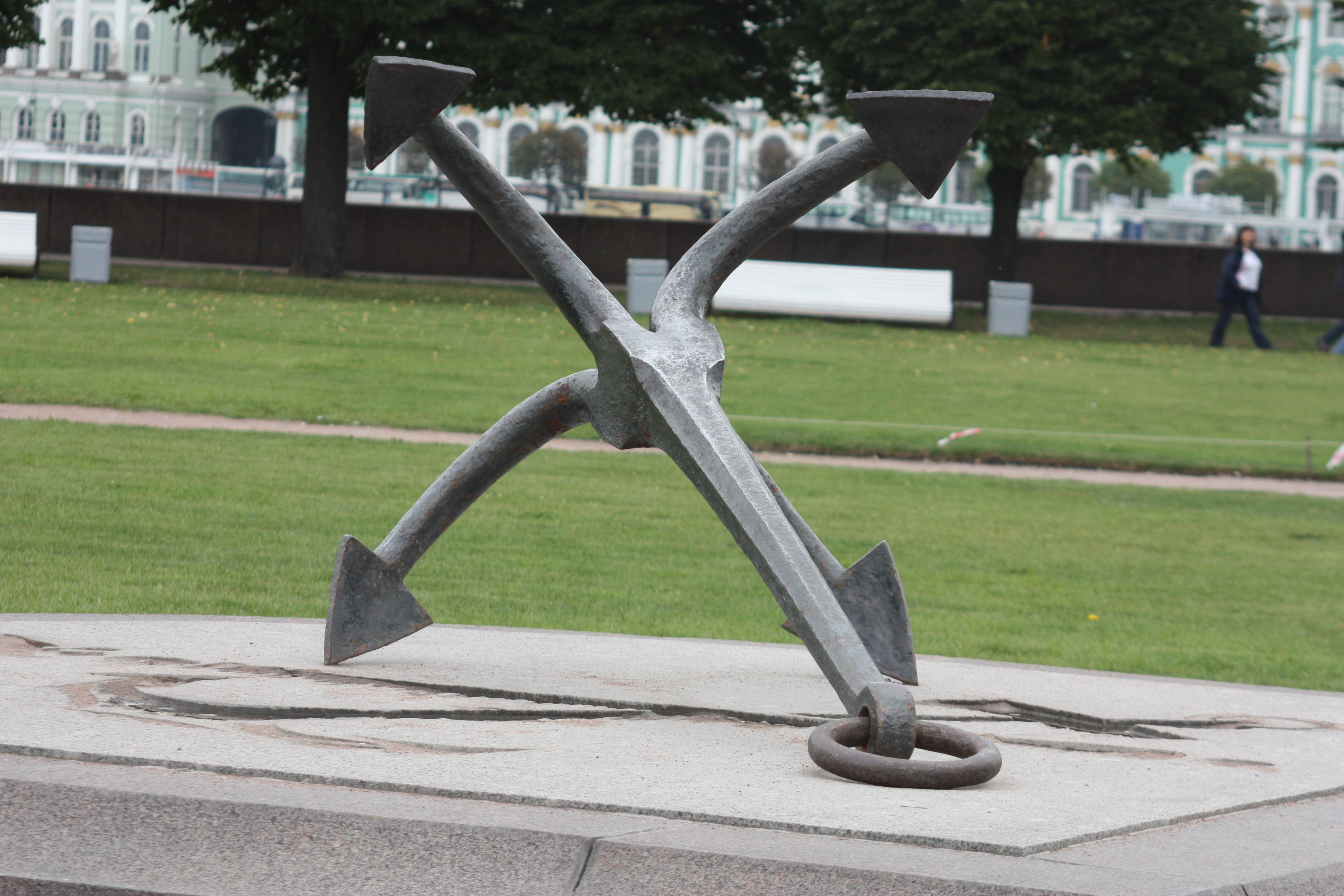
Dreg als anker

Een enterhaak of werphaak diende om schepen bij te trekken om het te enteren.
De enterhaken waren voorzien van vier ankerklauwen, voorzien met een lang touw. De aanvallers gooiden hun haken naar het vijandelijk schip, zodat ze vastklauwden achter de verstaging, tuigage of reling. Dan werd met man en macht getrokken totdat de schepen bij elkaar lagen. Daarna begon de entering en de aanval op het vijandelijk schip. Tegenwoordig heten diezelfde enterhaken dreghaken of kruishaken en worden gebruikt om iets uit het water te vissen of te dreggen.
Bij de werphaak is de steel kort met een touw aan de onderzijde van de steel, zodat men de haak kan werpen en daarna inhalen om zo een hindernis te overwinnen (bijvoorbeeld een scheepswand).
Tijdens de Eerste en Tweede Wereldoorlog werden enterhaken ook gebruikt om ergens op te klimmen of in hoger gelegen vijandelijke loopgraven te klimmen.
Een dreg heeft een soortgelijke vorm als de werphaak en is van klein tot groot in gebruik. In de grootte van de werphaak wordt hij gebruikt om voorwerpen/drenkelingen van de bodem boven water te halen. In de scheepvaart heten ankers met die vorm: dreg. In de visserij worden vishaken met de vorm van de werphaak ook dreg genoemd.